# サン・ピエトロ・イン・ラーマ
サン・ピエトロ・イン・ラーマ（イタリア語: San Pietro in Lama）は、イタリア共和国プッリャ州レッチェ県にある、人口約3,500人の基礎自治体（コムーネ）。

## 地理

### 位置・広がり

#### 隣接コムーネ
隣接するコムーネは以下の通り。
- コペルティーノ
- レークイレ
- モンテローニ・ディ・レッチェ